# 開音布
開音布（穆麟德轉寫：kaimbu，？—1702年），西林覺羅氏，滿洲正白旗人，清朝政治人物、清朝兵部尚書。
開音布初以笔帖式授内阁中书，转任左副都御史。康熙二十七年，擢升为户部侍郎，监理高邮、宝应下河工程。次年，阅视下河，提出河工建议。还京后，任步軍統領。康熙三十五年八月甲辰，接替索諾和，擔任清朝兵部尚書，后改鑲白旗滿洲都統。由席爾達接任。
康熙四十一年卒。諡肅敏。